# Леонідас Донскіс
Леонідас Донскіс (лит. Leonidas Donskis, 13 серпня 1962, Клайпеда — 21 вересня 2016, Вільнюс) — доктор філософії, член Європейського Парламенту з 2009 до 2014 філософ, політолог, соціальний аналітик і політичний коментатор.

## Біографічні відомості
Леонідас Донскіс народився в Клайпеді в литовсько-єврейській родині. Закінчив Литовську державну консерваторію (нині Литовська академія музики і театру) за спеціальністю філологія і театр, а потім продовжив навчання в аспірантурі з філософії у Вільнюському університеті, Литва. Отримавши свій перший докторський ступінь з філософії у Вільнюському університеті, він згодом здобув другий докторський ступінь з соціальної та моральної філософії в Університеті Гельсінкі, Фінляндія.
Його основні наукові інтереси стосуються філософії історії, філософії культури, філософії літератури, філософії соціальних наук, теорії цивілізації, політичної теорії, історії ідей, а також досліджень центрально- та східноєвропейської думки.
Як громадський діяч Литви, виступав як захисник прав людини та громадянських свобод. У 2004 році був нагороджений Європейською комісією званням Посла Толерантності і Різноманіття в Литві. Як правоцентристський політик, він завжди був проти всяких екстремальних ситуацій або виключення відносини і форм насильницької політики, і, проявляв потяг до лібералізму з його захистом індивідуальності поглядів і совісті, вмінням співіснувати з демократичними програмами інших, не ексклюзивної ідеології, і помірності.
Помер 21 вересня 2016 року в аеропорту Вільнюса від серцевого нападу.

### Наукова діяльність
Опублікував двадцять три книжки, десять з яких англійською мовою. Поле його наукових зацікавлень окреслюється політичною теорією, історією ідей, філософією культури. У своїй суспільній діяльності притримується не екстремістських позицій та пропагує лібералізм, натомість є противником насильницької політики. Його твори, написані литовською та англійською мовами, перекладені данською, естонською, фінською, французькою, німецькою, угорською, італійською, польською, португальською, російською, шведською і українською. Читав лекції і проводив дослідження в США, Великій Британії і Європі. Він також є Запрошеним Професором Соціальної і Політичної Теорії в Університеті Вітовта Великого в Каунасі.

### Праці
Автор низки книжок, таких як:
- «Проблемна ідентичність і сучасний світ» (Troubled Identity and the Modern World (New York: Palgrave Macmillan, 2009))
- «Влада і уява: Дослідження в області політики та літератури» (Power and Imagination: Studies in Politics and Literature (New York: Peter Lang, 2008)),
- «Форми ненависті: Проблемна уява в сучасній філософії і літературі» (Forms of Hatred: Troubled Imagination in Modern Philosophy and Literature (Amsterdam & New York: Rodopi, 2003)) та інші.
- Томас Венцлова, Леонідас Донскіс. Передчуття і пророцтва Східної Європи. / Пер. з литовської Георгій Єфремов, Олег Коцарев. — К.: Дух і літера, 2016. — 120 с.